# Bouvigny-Boyeffles
Bouvigny-Boyeffles település Franciaországban, Pas-de-Calais megyében. Lakosainak száma 2385 fő (2022. január 1.). Bouvigny-Boyeffles Sains-en-Gohelle, Servins, Ablain-Saint-Nazaire, Aix-Noulette, Gouy-Servins és Hersin-Coupigny községekkel határos.

## Népesség
A település népességének változása:
| Lakosok száma | 2442 | 2447 | 2518 | 2403 | 2379 | 2372 | 2376 | 2371 | 2385 |
|               | 2013 | 2015 | 2016 | 2017 | 2018 | 2019 | 2020 | 2021 | 2022 |